# Митропетровас
Митрос Петровас (греч. Μήτρος Πέτροβας; более известен как Митропетровас (греч. Μητροπέτροβας); 1745-12 марта 1838) — греческий военачальник из области Мессения и один из руководителей восстания 1821 года в Мессении.

## Биография
Митропетровас родился в селе Гаранца, Мессения.
Многие его предки и члены семьи погибли в боях с турками. Первая Архипелагская экспедиция русского флота вызвала греческое восстание, в ходе которого Янникос Петровас погиб в бою под Балета, Триполи в 1770 году. Клефт Ангелис Петровас погиб в бою с турками в 1805 году.
Клефтом стал и Митрос Петровас. Теодор Колокотрони, ещё в начале века высоко ценил храбрость и способности военачальника Митропетроваса и был его близким другом.
В 1813 году Митропетровас гонимый турками в горах был вынужден скрыться на острове Закинф, но в том же году вернулся в Мессению.
В 1819 году Митропетровас был посвящён в Филики Этерия апостолом Камаринос и в том же году принял участие в тайной сходке военачальников Мессении.
С началом восстания 1821 года Митропетровас, в возрасте 76 лет, принял участие в освобождении города Каламата, а затем во главе отряда односельчан в осаде Триполи, где Митропетровас лично и его отряд проявили героизм, в значительной мере предрешивший победу греков при Валтеци. Бастион, где он противостоял коннице турок, по сегодняшний день носит его имя.
Верный своей дружбе с Колокотрони, Митропетровас оказался вместе с ним в тюрьме, во время греческой междоусобицы в 1824 году. Но с нашествием турко-египтян Ибрагима, оба были выпущены на свободу и возглавили военные действия против Ибрагима.
В 1826 году Митропетровас отбил свою родную деревню от взявших её на один день египтян и где его односельчанки погибли, прыгнув со скалы чтобы не попасть в руки мусульманам.
После освобождения Греции, Митропетровас возглавил в 1834 году восстание в Мессении против короля Оттона, потерпел поражение и был заключен в тюрьму на острове Идра. Первоначально Митропетровас был приговорен к смертной казни, которая была заменена пожизненным заключением в силу его возраста. Митропетровас был освобожден 25 марта 1835 года, в день празднования 14-й годовщины Греческой революции.
Митропетровас умер в своем селе через 3 года, в 93-летнем возрасте.